# 埋込フォトダイオード
埋込フォトダイオードとは、電荷蓄積部が半導体表面に露出し浮遊状態にある表面型受光素子に対して、電荷蓄積部が半導体表面には露出されていない構造を持つ埋め込み型受光素子であり、NPN接合または PNP接合のトランジスタ構造を持つフォトダイオードのことである。受光面に直接露出していないベース領域が埋め込み層として光電荷蓄積部となる構造を持つ。
埋込フォトダイオード（または埋め込みフォトダイオード）の構造や動作原理については多くの解説があるが、一例として「電子情報通信学会「知識ベース」8 群－4 編－1 章」のP46などがある。

## 埋め込み型フォトダイオード
最初のNPNP接合型の埋め込みフォトダイオードは、1975年10月23日にソニーから特許出願が行われている。
その構造は、コレクタ端子を受光面とし、エミッタ端子を過剰電荷の掃き出し端子とし、ベース領域を電荷蓄積部とするPNP接合のトランジスタ構造を示していた。
ベース領域に蓄積された信号電荷はリセット時に、隣接する電荷転送電極を通して受け皿となる電荷転送装置に信号電荷を転送するPNP接合、またはNPN接合のダイナミック・フォトトランジスタ構造をしていた。
1975年6月7日にはオランダのフィリップスが PNP接合型の埋め込みフォトダイオード受光素子構造をInterline Transfer (ILT)CCDイメージセンサとして考案しているが、これは表面がピン留めされていない埋め込みフォトダイオードであった。
また、1980年10月2日にNECから出願された特許でも同様の内容が提案されているが、この受光素子も Pinned Photodiodeではない。
フィリップス社とNECのPNP接合型受光素子は、高抵抗基板と導通する構造になり、RC遅延があり残像が生じ高速電子シャッターなどの用途には適合できない問題があった。受光面の電位が固定されピン留めされていることが残像特性をなくす必要条件であるとまだSONYの萩原以外は世界でだれも理解していなかった。SONYに続いて1984年にはKODAKがその事実を悟りIEDM1984でPinned Photodiodeと命名した。

## Pinned Photodiode
Pinned Photodiode(PPD)はピン留めフォトダイオードとも呼ばれる、埋め込み型フォトダイオードの一種で、受光面が外部電圧によりピン留め固定された受光素子である。ピン留めされる事が残像のない受光素子として機能するために必要条件となる。
往々にして"PINダイオード (p-intrinsic-n Diode)"と混同されることがあるので注意が必要である。
Pinned Photodiodeは必ず埋め込み型フォトダイオードであるが、埋め込み型フォトダイオードは必ずしも Pinned Photodiodeではない。Pinned Photodiodeは必ず受光面の電圧が固定される必要があり、それが残像のない特性を実現する為の必要条件となる。
ソニーから1975年10月23日にソニーの萩原良昭により出願されたもう1件のNPN接合の発明特許  と、その発展形として1975年11月10日に出願されたPNP接合の発明特許の受光素子構造は、受光面の電圧がピン留め固定された Pinned Photodiode の発明であった。ＣＣＤと同様の完全電荷転送能力、残像のない特徴を持ち、かつ、In-pixel Anti-blooming 機能、高周波数電子シャッター機能とＣＭＯＳイメージセンサーには不可欠な、Gloabal Shutter 機能を装備した受光素子の発明であった。それが1975年の発明から44年後の2019年になり初めてＳＯＮＹは実用量産化に成功した。ソニーのホームページにも「裏面照射型CMOSイメージセンサーに採用されたPinned Photodiode」 
と題してCMOSイメージセンサーの発明の歴史がより詳細に解説されている。